# 神殿奉献 (フラ・バルトロメオ)
『神殿奉献』（しんでんほうけん、独: Darbringung Christi im Tempel、英: Presentation of Christ in the Temple）は、イタリア・ルネサンスの画家フラ・バルトロメオによるポプラ板上の油彩画で、1516年の公現祭のためにおそらくローマ教皇レオ10世により委嘱された。絵画には1516年という制作年が記されている。元来、フィレンツェのサン・マルコ修道院 (現在は、サン・マルコ美術館) の修練士の礼拝堂に掛けられていたが、現在はウィーンの美術史美術館に所蔵されている。

## 作品
絵画は、『新約聖書』の「ルカによる福音書」 (2:25-35) に記述されているイエス・キリストの「神殿奉献」の逸話を表している。これはモーセの律法によって定められたもので、聖母マリアと聖ヨセフがイエスとともに行っている。祭司シメオンと預言者アンナもこの逸話に登場する人物である。
場面は、古典的建築物と2本の柱 (柱身と基部のみが見える) に囲まれた祭壇のある情景の中に展開している。この情景は明確に、正確に構成されている。中央では、明るい赤色のチュニック姿の年老いた祭司のシメオンが幼子イエスを抱いて、祝福を与えている。彼はイエスを人類の救済者として認めているのである。イエスはうれし気に鑑賞者のほうを向いて、やはり右手で祝福を与えている。ヨセフはたいていの場合とは異なり、髭のない容貌で表され、左側に立っている。聖母マリアは右側に立ち、優しくイエスを見つめている。背後には2人の女性がいるが、そのうちの1人は預言者アンナである。祭壇にはモーセを表した祭壇画がある。
ゆったりとしたリズム、色彩の豊かさ、人物像のボリューム感と記念碑的威厳性により、この作品はフラ・バルトロメオの様式の優れた作例であり、そして、より一般的にフラ・バルトロメオが紛れもない代表的存在であったサン・マルコ派の優れた作例となっている。色彩は強く、鮮やかであるが、ところどころレオナルド・ダ・ヴィンチ的なスフマート技法によってぼかされている。
画面下部中央の基壇には、「ORATE PRO PICTORE OLIM SACELLI HUIUS NOVITIO」というラテン語の銘文があるが、ドミニコ会修道士であった画家がサン・マルコ修道院のために制作されたこの祭壇画の前で自身のために祈りを捧げてくれるよう要請しているものである。

## 来歴
1781年に、トスカーナ大公レオポルド2世は本作をウフィツィ美術館のトリブーナのために選び、作品が本来、置かれていたサン・マルコ修道院の修道士には代わりに絵画の複製、十字架、聖爵、家具、銀を与えた。1792年に、作品はウィーンに所蔵されていた絵画と交換された。何点かの古い複製が現存しており、ミラノのトレッカーニ (Treccani) ・コレクションにはおそらく真筆の素描が所蔵されている。